# Fussballclub Schötz 2021-2022
Questa voce raccoglie le informazioni riguardanti il Fussballclub Schötz nelle competizioni ufficiali della stagione 2021-2022.

## Stagione
Nella stagione 2021-2022 il Schötz, allenato da Roger Felber, concluse il campionato di Prima Lega al 7º posto.

## Rosa
| N. |                     | Ruolo | Calciatore        |
| -- | ------------------- | ----- | ----------------- |
| 1  | Francia (bandiera)  | P     | Ilias Nabil       |
| 3  | Svizzera (bandiera) | D     | Sandro Fischer    |
| 4  | Svizzera (bandiera) | D     | Silvan Williner   |
| 5  | Svizzera (bandiera) | C     | Nando Bühler      |
| 6  | Svizzera (bandiera) | C     | Dennis Boakye     |
| 6  | Svizzera (bandiera) | C     | Elia Lustenberger |
| 7  | Kosovo (bandiera)   | C     | Kaltrim Osaj      |
| 7  | Germania (bandiera) | A     | Christian Binde   |
| 8  | Svizzera (bandiera) | C     | Gente Mazreku     |
| 9  | Svizzera (bandiera) | C     | Adijan Keranovic  |
| 9  | Togo (bandiera)     | A     | Guy Eschmann      |
| 9  | Italia (bandiera)   | A     | Fabio Rinaldo     |
| 10 | Svizzera (bandiera) | A     | Patrik Gjidoda    |
| 10 | Svizzera (bandiera) | A     | Yanick Rapelli    |

| N. |                     | Ruolo | Calciatore         |
| -- | ------------------- | ----- | ------------------ |
| 11 | Svizzera (bandiera) | A     | Lars Schmid        |
| 12 | Svizzera (bandiera) | D     | Manuel Roth        |
| 13 | Svizzera (bandiera) | C     | Thiago Frey        |
| 16 | Svizzera (bandiera) | D     | Marsell Dedaj      |
| 18 | Svizzera (bandiera) | P     | Dominic Stadelmann |
| 20 | Svizzera (bandiera) | C     | Jessy Nimi         |
| 21 | Svizzera (bandiera) | D     | Gilles Gauchat     |
| 23 | Svizzera (bandiera) | D     | Nikola Mijatovic   |
| 23 | Svizzera (bandiera) | C     | Cyrill Gasser      |
| 31 | Francia (bandiera)  | C     | Nathan Tayey       |
|    | Svizzera (bandiera) | P     | Cedrice Häfliger   |
|    | Svizzera (bandiera) | C     | Luca Frey          |
|    | Svizzera (bandiera) | A     | Tim Bossart        |
|    | Svizzera (bandiera) | A     | Simon Brun         |

## Organigramma societario
Area tecnica
- Allenatore: Roger Felber
- Allenatore in seconda:
- Preparatore dei portieri:
- Preparatori atletici:

## Calciomercato

### Sessione estiva
| Acquisti | Acquisti         | Acquisti          | Acquisti |
| R.       | Nome             | da                | Modalità |
| -------- | ---------------- | ----------------- | -------- |
| C        | Nathan Tayey     | Paris 13 Atletico |          |
| D        | Nikola Mijatovic | YF Juventus       |          |
| D        | Silvan Williner  | Hochdorf          |          |
| A        | Gilles Ondo      | Bassecourt        |          |
| D        | Alban Selmanaj   | Soletta           |          |

| Cessioni | Cessioni | Cessioni | Cessioni |
| R.       | Nome     | a        | Modalità |
| -------- | -------- | -------- | -------- |

### Sessione invernale
| Acquisti | Acquisti         | Acquisti      | Acquisti |
| R.       | Nome             | da            | Modalità |
| -------- | ---------------- | ------------- | -------- |
| D        | Gilles Gauchat   | Baden         |          |
| A        | Guy Eschmann     | Lörrach       |          |
| C        | Dennis Boakye    | Freienbach    |          |
| C        | Adijan Keranovic | Kosova Zurigo |          |
| C        | Thiago Frey      | Sursee        |          |

| Cessioni | Cessioni          | Cessioni    | Cessioni |
| R.       | Nome              | a           | Modalità |
| -------- | ----------------- | ----------- | -------- |
| A        | Gilles Ondo       | Porrentruy  |          |
| A        | Eduard Nikmengjaj | Emmenbrücke |          |
| D        | Alban Selmanaj    | Emmenbrücke |          |

## Risultati

### Prima Lega

#### andata
| Köniz 21 agosto 2021, ore 16:00 CEST 1ª giornata | Köniz     | 1 – 0 referto | Schötz | Sportplatz Liebefeld-Hessgut (250 spett.) |
| \| \| \| \| \| Wyder 66’ \| Marcatori \| \|      |           |               |        |                                           |
|                                                  |           |               |        |                                           |
| Wyder 66’                                        | Marcatori |               |        |                                           |

| Schötz 28 agosto 2021, ore 16:00 CEST 2ª giornata                             | Schötz    | 2 – 2 referto         | Wohlen | Fußballanlage Wissenhusen (180 spett.) |
| \| \| \| \| \| Tayey 54’ Rapelli 63’ \| Marcatori \| 39’ Golaj 51’ Milicaj \| |           |                       |        |                                        |
|                                                                               |           |                       |        |                                        |
| Tayey 54’ Rapelli 63’                                                         | Marcatori | 39’ Golaj 51’ Milicaj |        |                                        |

| Niederhasli 4 settembre 2021, ore 18:00 CEST 3ª giornata | Grasshoppers II | 2 – 0 referto | Schötz | GC Campus AG |
| \| \| \| \| \| Rastoder 16’, 49’ \| Marcatori \| \|      |                 |               |        |              |
|                                                          |                 |               |        |              |
| Rastoder 16’, 49’                                        | Marcatori       |               |        |              |

| Schötz 11 settembre 2021, ore 16:00 CEST 4ª giornata            | Schötz    | 2 – 1 referto | Kosova Zurigo | Fußballanlage Wissenhusen (250 spett.) |
| \| \| \| \| \| Nikmengjaj 9’, 58’ \| Marcatori \| 18’ Mocanu \| |           |               |               |                                        |
|                                                                 |           |               |               |                                        |
| Nikmengjaj 9’, 58’                                              | Marcatori | 18’ Mocanu    |               |                                        |

| Zurigo 18 settembre 2021, ore 16:00 CEST 5ª giornata                                                | Höngg     | 6 – 0 referto | Schötz | Sportplatz Hönggerberg |
| \| \| \| \| \| Rutz 46’ Anioke 52’ Derungs 58’, 64’ von Thiessen 68’ Escobar 85’ \| Marcatori \| \| |           |               |        |                        |
| |           |               |        |                        |
| Rutz 46’ Anioke 52’ Derungs 58’, 64’ von Thiessen 68’ Escobar 85’                                   | Marcatori |               |        |                        |

| Schötz 25 settembre 2021, ore 16:00 CEST 6ª giornata                       | Schötz    | 5 – 0 referto | Lucerna II | Fußballanlage Wissenhusen (250 spett.) |
| \| \| \| \| \| Nikmengjaj 6’ Gjidoda 10’, 18’, 27’, 52’ \| Marcatori \| \| |           |               |            |                                        |
|                                                                            |           |               |            |                                        |
| Nikmengjaj 6’ Gjidoda 10’, 18’, 27’, 52’                                   | Marcatori |               |            |                                        |

| Delémont 1º ottobre 2021, ore 20:00 CEST 7ª giornata                              | Delémont  | 3 – 1 referto | Schötz | Stadio La Blancherie (280 spett.) |
| \| \| \| \| \| François 42’ Jacquel 53’ Haziri 88’ \| Marcatori \| 30’ Mazreku \| |           |               |        |                                   |
|                                                                                   |           |               |        |                                   |
| François 42’ Jacquel 53’ Haziri 88’                                               | Marcatori | 30’ Mazreku   |        |                                   |

| Schötz 16 ottobre 2021, ore 16:00 CEST 8ª giornata                                | Schötz    | 2 – 2 referto                  | Münsingen | Fußballanlage Wissenhusen |
| \| \| \| \| \| Gjidoda 45’, 90’ \| Marcatori \| 14’ Murina 81’ (rig.) Lavorato \| |           |                                |           |                           |
|                                                                                   |           |                                |           |                           |
| Gjidoda 45’, 90’                                                                  | Marcatori | 14’ Murina 81’ (rig.) Lavorato |           |                           |

| Zugo 23 ottobre 2021, ore 16:00 CEST 9ª giornata              | Zugo      | 0 – 3 referto               | Schötz | Stadio Herti Allmend |
| \| \| \| \| \| \| Marcatori \| 48’, 90’ Gjidoda 66’ Schmid \| |           |                             |        |                      |
|                                                               |           |                             |        |                      |
|                                                               | Marcatori | 48’, 90’ Gjidoda 66’ Schmid |        |                      |

| Soletta 30 ottobre 2021, ore 16:00 CEST 10ª giornata | Soletta   | 0 – 1 referto | Schötz | Stadion Solothurn |
| \| \| \| \| \| \| Marcatori \| 41’ Gjidoda \|        |           |               |        |                   |
|                                                      |           |               |        |                   |
|                                                      | Marcatori | 41’ Gjidoda   |        |                   |

| Schötz 5 novembre 2021, ore 20:00 CET 11ª giornata                  | Schötz    | 1 – 2 referto          | Langenthal | Fußballanlage Wissenhusen (200 spett.) |
| \| \| \| \| \| Schmid 82’ \| Marcatori \| 2’ Jonjic 64’ Válovčan \| |           |                        |            |                                        |
|                                                                     |           |                        |            |                                        |
| Schmid 82’                                                          | Marcatori | 2’ Jonjic 64’ Válovčan |            |                                        |

| Buochs 13 novembre 2021, ore 17:00 CET 12ª giornata  | Buochs    | 0 – 1 referto      | Schötz | Sportplatz Seefeld (210 spett.) |
| \| \| \| \| \| \| Marcatori \| 71’ (rig.) Gjidoda \| |           |                    |        |                                 |
|                                                      |           |                    |        |                                 |
|                                                      | Marcatori | 71’ (rig.) Gjidoda |        |                                 |

| Schötz 20 novembre 2021, ore 16:00 CET 13ª giornata                                 | Schötz    | 1 – 4 referto                          | Bassecourt | Fußballanlage Wissenhusen |
| \| \| \| \| \| Gjidoda 7’ \| Marcatori \| 11’ Kilezi 54’, 82’ Antunes 73’ Vitali \| |           |                                        |            |                           |
|                                                                                     |           |                                        |            |                           |
| Gjidoda 7’                                                                          | Marcatori | 11’ Kilezi 54’, 82’ Antunes 73’ Vitali |            |                           |

| Schötz 27 novembre 2021, ore 16:00 CET 14ª giornata                                     | Schötz    | 2 – 2 referto          | Köniz | Fußballanlage Wissenhusen |
| \| \| \| \| \| Gjidoda 59’ (rig.) Fischer 84’ \| Marcatori \| 30’ Budakova 56’ Suter \| |           |                        |       |                           |
|                                                                                         |           |                        |       |                           |
| Gjidoda 59’ (rig.) Fischer 84’                                                          | Marcatori | 30’ Budakova 56’ Suter |       |                           |

| Wohlen 5 marzo 2022, ore 16:00 CET 15ª giornata                                                    | Wohlen    | 2 – 4 referto                                      | Schötz | Stadion Niedermatten |
| \| \| \| \| \| Lugo 14’, 90’ \| Marcatori \| 8’ (rig.), 36’ Gjidoda 59’ Tayey 67’ (aut.) Pnishi \| |           |                                                    |        |                      |
| |           |                                                    |        |                      |
| Lugo 14’, 90’                                                                                      | Marcatori | 8’ (rig.), 36’ Gjidoda 59’ Tayey 67’ (aut.) Pnishi |        |                      |

#### ritorno
| Schötz 12 marzo 2022, ore 16:00 CET 16ª giornata                              | Schötz    | 0 – 5 referto                               | Grasshoppers II | Fußballanlage Wissenhusen |
| \| \| \| \| \| \| Marcatori \| 7’, 30’, 32’ Kacuri 9’ Almeida 66’ Blasucci \| |           |                                             |                 |                           |
|                                                                               |           |                                             |                 |                           |
|                                                                               | Marcatori | 7’, 30’, 32’ Kacuri 9’ Almeida 66’ Blasucci |                 |                           |

| Zurigo 20 marzo 2022, ore 15:30 CET 17ª giornata                        | Kosova Zurigo | 4 – 0 referto | Schötz | Sportanlage Buchlern |
| \| \| \| \| \| Aliu 27’ Muharemi 43’, 45’ Osmani 74’ \| Marcatori \| \| |               |               |        |                      |
|                                                                         |               |               |        |                      |
| Aliu 27’ Muharemi 43’, 45’ Osmani 74’                                   | Marcatori     |               |        |                      |

| Schötz 30 marzo 2022, ore 20:00 CEST 18ª giornata | Schötz    | 0 – 1 referto | Höngg | Fußballanlage Wissenhusen |
| \| \| \| \| \| \| Marcatori \| 16’ Derungs \|     |           |               |       |                           |
|                                                   |           |               |       |                           |
|                                                   | Marcatori | 16’ Derungs   |       |                           |

| Lucerna 13 aprile 2022, ore 20:15 CEST 19ª giornata                                                    | Lucerna II | 2 – 3 referto                      | Schötz | Sportanlagen Allmend |
| \| \| \| \| \| Fernandes 42’ (rig.) Bachmann 45’ \| Marcatori \| 60’ Gjidoda 82’ Tayey 90’ Eschmann \| |            |                                    |        |                      |
| |            |                                    |        |                      |
| Fernandes 42’ (rig.) Bachmann 45’                                                                      | Marcatori  | 60’ Gjidoda 82’ Tayey 90’ Eschmann |        |                      |

| Schötz 9 aprile 2022, ore 16:00 CEST 20ª giornata                    | Schötz    | 0 – 4 referto                      | Delémont | Fußballanlage Wissenhusen |
| \| \| \| \| \| \| Marcatori \| 27’ Cesca 39’ Ukoh 61’, 72’ Camara \| |           |                                    |          |                           |
|                                                                      |           |                                    |          |                           |
|                                                                      | Marcatori | 27’ Cesca 39’ Ukoh 61’, 72’ Camara |          |                           |

| Münsingen 24 aprile 2022, ore 14:30 CEST 21ª giornata               | Münsingen | 2 – 1 referto | Schötz | Sportanlage Sandreutenen (300 spett.) |
| \| \| \| \| \| Selmani 7’ Gasser 16’ \| Marcatori \| 68’ Gjidoda \| |           |               |        |                                       |
|                                                                     |           |               |        |                                       |
| Selmani 7’ Gasser 16’                                               | Marcatori | 68’ Gjidoda   |        |                                       |

| Schötz 30 aprile 2022, ore 16:00 CEST 22ª giornata     | Schötz    | 2 – 0 referto | Zugo | Fußballanlage Wissenhusen |
| \| \| \| \| \| Gjidoda 44’ Nimi 60’ \| Marcatori \| \| |           |               |      |                           |
|                                                        |           |               |      |                           |
| Gjidoda 44’ Nimi 60’                                   | Marcatori |               |      |                           |

| Schötz 7 maggio 2022, ore 16:00 CEST 23ª giornata                                     | Schötz    | 4 – 3 referto      | Soletta | Fußballanlage Wissenhusen |
| \| \| \| \| \| Gjidoda 19’, 38’, 90’ Bühler 60’ \| Marcatori \| 10’, 12’, 88’ Mast \| |           |                    |         |                           |
|                                                                                       |           |                    |         |                           |
| Gjidoda 19’, 38’, 90’ Bühler 60’                                                      | Marcatori | 10’, 12’, 88’ Mast |         |                           |

| Langenthal 14 maggio 2022, ore 17:00 CEST 24ª giornata            | Langenthal | 2 – 1 referto | Schötz | Sportplatz Rankmatte (300 spett.) |
| \| \| \| \| \| Wernli 34’ Selmani 58’ \| Marcatori \| 60’ Frey \| |            |               |        |                                   |
|                                                                   |            |               |        |                                   |
| Wernli 34’ Selmani 58’                                            | Marcatori  | 60’ Frey      |        |                                   |

| Schötz 21 maggio 2022, ore 16:00 CEST 25ª giornata                                      | Schötz    | 5 – 0 referto | Buochs | Fußballanlage Wissenhusen |
| \| \| \| \| \| Gjidoda 10’ (rig.), 30’ Tayey 42’ Gasser 52’ Frey 59’ \| Marcatori \| \| |           |               |        |                           |
|                                                                                         |           |               |        |                           |
| Gjidoda 10’ (rig.), 30’ Tayey 42’ Gasser 52’ Frey 59’                                   | Marcatori |               |        |                           |

| Bassecourt 28 maggio 2022, ore 16:00 CEST 26ª giornata | Bassecourt | 0 – 1 referto | Schötz | Stade des Grands-Prés (250 spett.) |
| \| \| \| \| \| \| Marcatori \| 56’ Frey \|             |            |               |        |                                    |
|                                                        |            |               |        |                                    |
|                                                        | Marcatori  | 56’ Frey      |        |                                    |

## Statistiche

### Statistiche di squadra
| Competizione | Punti | In casa | In casa | In casa | In casa | In casa | In casa | In trasferta | In trasferta | In trasferta | In trasferta | In trasferta | In trasferta | Totale | Totale | Totale | Totale | Totale | Totale | DR |
| Competizione | Punti | G       | V       | N       | P       | Gf      | Gs      | G            | V            | N            | P            | Gf           | Gs           | G      | V      | N      | P      | Gf     | Gs     | DR |
| ------------ | ----- | ------- | ------- | ------- | ------- | ------- | ------- | ------------ | ------------ | ------------ | ------------ | ------------ | ------------ | ------ | ------ | ------ | ------ | ------ | ------ | -- |
| Prima Lega   | 36    | 13      | 5       | 3       | 5       | 26      | 26      | 13           | 6            | 0            | 7            | 16           | 24           | 26     | 11     | 3      | 12     | 42     | 50     | -8 |
| Totale       | 36    | 13      | 5       | 3       | 5       | 26      | 26      | 13           | 6            | 0            | 7            | 16           | 24           | 26     | 11     | 3      | 12     | 42     | 50     | -8 |

### Andamento in campionato
| Giornata  | 1 | 2  | 3  | 4  | 5  | 6  | 7  | 8  | 9  | 10 | 11 | 12 | 13 | 14 | 15 | 16 | 17 | 18 | 19 | 20 | 21 | 22 | 23 | 24 | 25 | 26 |
| --------- | - | -- | -- | -- | -- | -- | -- | -- | -- | -- | -- | -- | -- | -- | -- | -- | -- | -- | -- | -- | -- | -- | -- | -- | -- | -- |
| Luogo     | T | C  | T  | C  | T  | C  | T  | C  | T  | T  | C  | T  | C  | C  | T  | C  | T  | C  | T  | C  | T  | C  | C  | T  | C  | T  |
| Risultato | P | N  | P  | V  | P  | V  | P  | N  | V  | V  | P  | V  | P  | N  | V  | P  | P  | P  | V  | P  | P  | V  | V  | P  | V  | V  |
| Posizione | 9 | 12 | 12 | 11 | 11 | 11 | 11 | 11 | 11 | 9  | 10 | 8  | 10 | 10 | 8  | 9  | 11 | 12 | 10 | 11 | 12 | 11 | 9  | 10 | 8  | 7  |

Legenda:

Luogo: C = Casa; T = Trasferta. Risultato: V = Vittoria; N = Pareggio; P = Sconfitta.